# Pierre Préaud
Pour les articles homonymes, voir Préaud.
 (février 2012).
Si vous disposez d'ouvrages ou d'articles de référence ou si vous connaissez des sites web de qualité traitant du thème abordé ici, merci de compléter l'article en donnant les références utiles à sa vérifiabilité et en les liant à la section « Notes et références ».
Marie Henri Pierre Préaud est un officier général français, général de corps d'armée, né le 1er avril 1891 à Alençon, mort le 21 octobre 1955 à Aix-en-Provence.

## Biographie
Saint-Cyrien (1911-1913), major de sa promotion, il est ensuite officier de cavalerie. Il est Chevalier de la Légion d'Honneur (1920) et croix de guerre 1914-1918 et Chef d'escadrons (1930).
Colonel commandant le 1er groupe de reconnaissance de division d'infanterie (1er G.R.D.I.) du 10 au 31 mai 1940, à la tête duquel il se distingue en Belgique. Il est commandant l'École spéciale militaire de Saint-Cyr, repliée à Aix-en-Provence d'août 1940 à août 1942.
Général de brigade (20 mai 1941), inspecteur général de la cavalerie (1er septembre 1942), général de division (20 novembre 1942), il entre dans la Résistance, et devient membre de l'ORA (1943). A la Libération, il est fait commandeur de la Légion d'Honneur et commandeur de la Legion of Merit américaine.
Ses cinq fils ont combattu en Indochine, notamment le lieutenant Christian Préaud (1923 + 1949), mort pour la France. 

## Sources
- François Broche, François Huet, chef militaire du Vercors 1944 - Une vie au service de la France, préface d’Henri Amouroux, Éditions Italiques, 2004 ;